# Калмаки
Калма́ки (рос. Калмаки) — присілок у складі Первомайського району Томської області, Росія. Входить до складу Куяновського сільського поселення.

## Населення
Населення — 264 особи (2010; 283 у 2002).
Національний склад (станом на 2002 рік):
- росіяни — 94 %